# エズミに捧ぐ――愛と汚辱のうちに
「エズミに捧ぐ――愛と汚辱のうちに」（エズミにささぐ――あいとおじょくのうちに、原題: For Esmé—with Love and Squalor）は、J・D・サリンジャーの短編小説。『ザ・ニューヨーカー』1950年4月8日号に掲載された。短編集『ナイン・ストーリーズ』（1953年）の6番目に収められている。作者の軍隊や神経衰弱の経験が内容に反映されている作品。前半は一人称で、後半は三人称で叙述される。

## あらすじ
語り手の「私」はエアメールでイギリスで行われる結婚式の招待状を受け取るが、出席はしないことに決める。そして6年前に花嫁と知り合ったときのことを回想する。
1944年、「私」はアメリカ人下士官としてイギリスに滞在している。ある雨の日、教会で聖歌隊の子供たちが合唱しているのを眺める。その後喫茶店に入ると、あとから聖歌隊で歌っていた少女が小さい男の子を連れて入ってくる。3人は同じテーブルに座って会話を交わす。少女はエズミと名乗り、「私」が作家だというと、いつか自分のために小説を書いて欲しいと言う。
| 「 | 「いつでもよろしいのですけど、わたしだけのために、短編をひとつ書いてくださったら、とてもうれしいんですけど。わたし、ご本が大好きなんです」 私は、できれば、本当にそうしたいと答えた。が、あまり多作じゃないともつけ加えた。「そんなに多作でなくて結構よ！ 子供っぽいたわいないものでなければいいの」と、言って、彼女はちょっと考えていたが、「どちらかといえば、汚辱のお話が好き」と、言った。 「何の話ですって？」私は、身を乗り出して言った。 「汚辱。わたし、汚辱ってものにすごく興味があるの」 | 」 |

場面は戦勝記念日後のバイエルンに変わる。アメリカ兵のX三等曹長は部屋で神経衰弱に苦しんでいる。Z伍長（クレイ）が部屋に入ってきて会話する。クレイが出て行くとXは自分宛ての小包を開封する。中には壊れた腕時計とエズミからの手紙が入っており、それを見たXは心地よい眠気を覚える。

## 主な日本語訳
- エズミに捧ぐ――愛と汚辱のうちに（『ナイン・ストーリーズ』野崎孝訳、 新潮文庫）
- エズメのために――愛と惨めさをこめて（『九つの物語』中川敏訳、 集英社文庫）
- エズメに――愛と悲惨をこめて（『ナイン・ストーリーズ』柴田元幸訳、ヴィレッジブックス ）